# Fadd (Hungría)
Fadd es un pueblo mayor húngaro perteneciente al distrito de Tolna en el condado de Tolna, con una población en 2013 de 2289 habitantes.
Se conoce la existencia de la localidad desde el siglo XI. En los siglos XV y XVI fue una destacada localidad de mercado.
Se ubica en la orilla occidental del Danubio, en la periferia nororiental de la capital distrital Tolna.